# Gefecht bei Telschi
Rathenow – Nauen – Fehrbellin – Wismar – Wolgast 1675 – Wolgast 1676 – Bornholm – Öland – Peenemünder Schanze – Stettin (1677) – Køgebucht – Bergen – Warksow – Rügen (1678) – Stralsund (1678) – Greifswald – Tilsit – Splitter – Telschi – Porta Westfalica
Das Gefecht bei Telschi ereignete sich am 7. Februar 1679 im Rahmen des Nordischen Krieges von 1674 bis 1679 beim heutigen Telšiai in Litauen zwischen schwedischen und brandenburgischen Truppen. Das Gefecht endete ohne einen klaren Sieger, dennoch zogen sich die stark dezimierten Schweden nach Riga zurück, womit der als „Die große Schlittenfahrt“ berühmt gewordene Winterfeldzug endete und Ostpreußen von den Schweden gesichert wurde.

## Vorgeschichte
Ein schwedisches Heer überfiel zu Jahresende 1674 von Schwedisch-Pommern aus die Mark Brandenburg mit dem Ziel, Brandenburg unter Kurfürst Friedrich Wilhelm aus den Kampfhandlungen gegen Frankreich im Rahmen des Holländischen Krieges zu lösen und damit das verbündete Frankreich zu entlasten. Mit dem Überfall wurde der Schwedisch-Brandenburgische Krieg ausgelöst, dem später Dänemark, die Niederlande und das Heilige Römische Reich auf Seiten Brandenburgs beitraten. In den ersten beiden Phasen des Krieges wurde die Mark Brandenburg befreit und das schwedische Besitztum Bremen-Verden erobert. Weiterhin konnte bis Ende 1678 in mehreren Feldzügen ganz Schwedisch-Pommern eingenommen werden. Zuletzt fiel 1678 das lange belagerte Stettin in brandenburgischen Besitz.

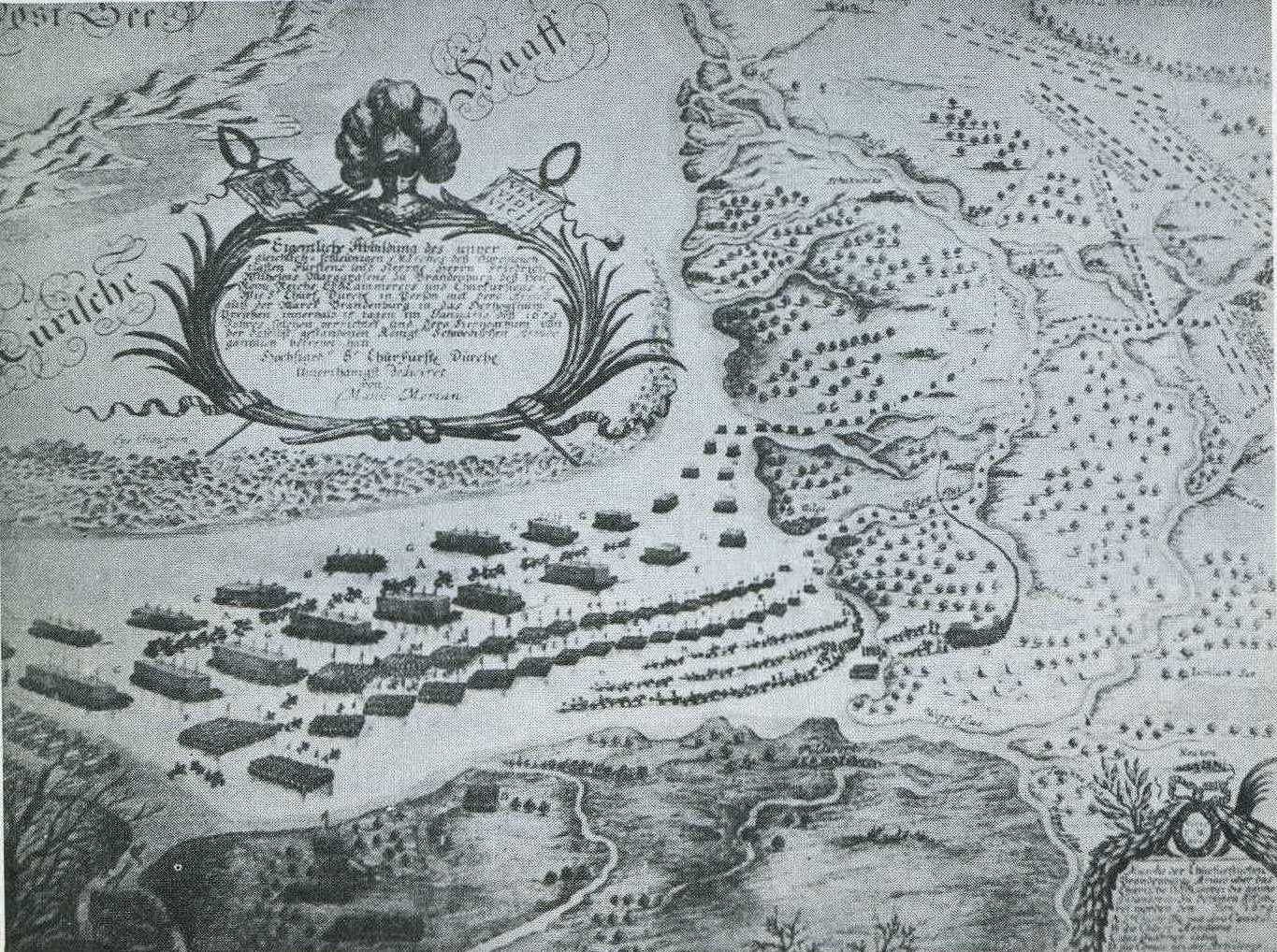
Übergang über das Kurische Haff 1679
von Matthäus Merian d. J. 1687

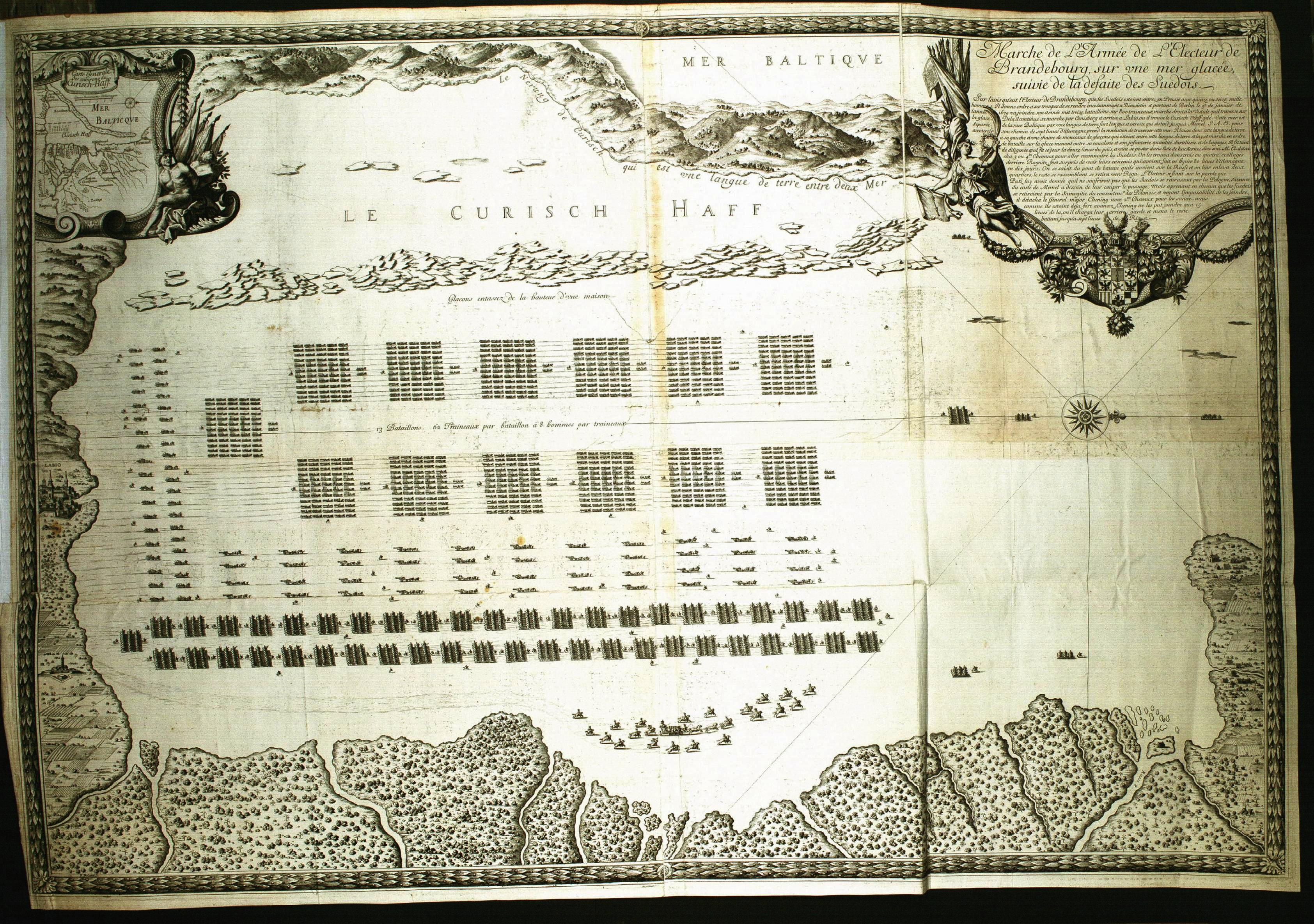
Die legendäre Jagd über das Kurische Haff
von Brissar, 1679

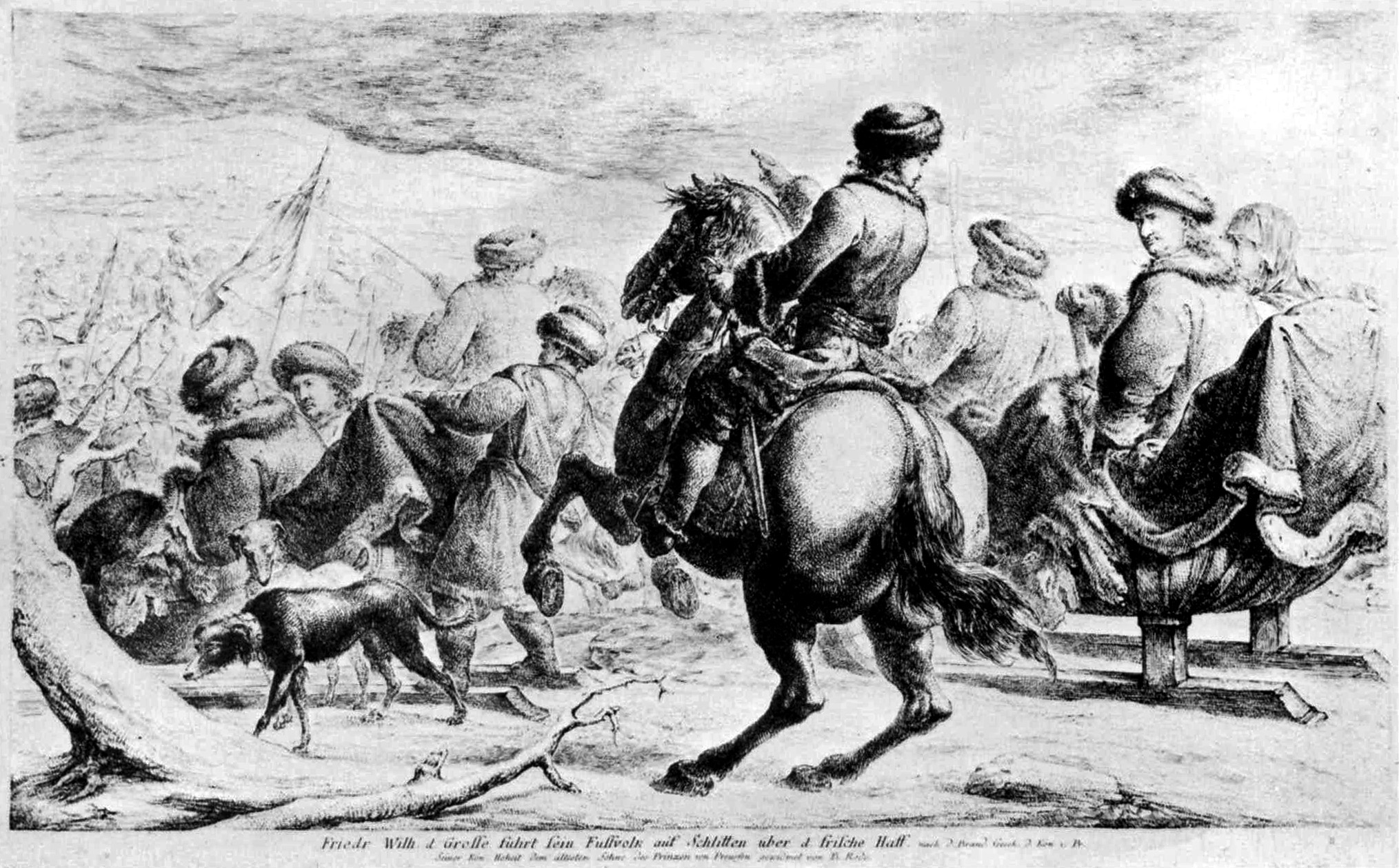
Friedrich Wilhelm führt sein Fußvolk auf Schlitten über das Kurische Haff
von Bernhard Rode um 1783

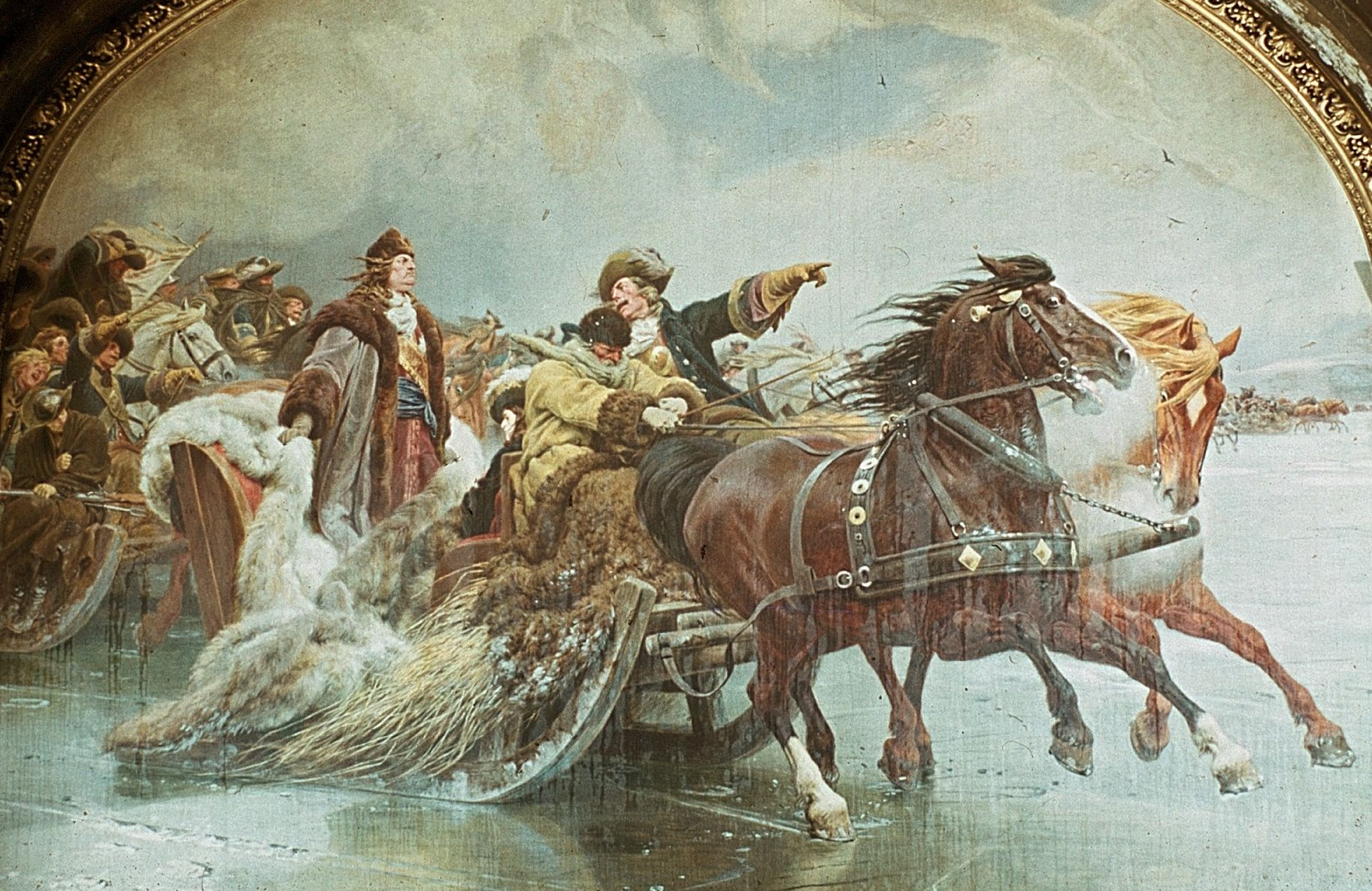
Übergang über das Kurische Haff 1679
von Wilhelm Simmler um 1891

Der schwedische General Horn fiel im November 1678 mit 16.000 Mann in Ostpreußen ein, besetzte alle befestigten Orte und bedrohte die preußische Hauptstadt Königsberg. Die Nachricht von dem schwedischen Einfall ereilte den Kurfürsten im Dezember 1678 im Zuge der Einnahme der Festung Stettin. Kurfürst Friedrich Wilhelm beschloss nun, durch „einen raschen Ritt“ trotz eisiger Kälte und der normalerweise üblichen Praxis der Wintereinquartierung, die Schweden ebenso aus Ostpreußen zu vertreiben, wie er sie vier Jahre früher aus der Mark hinausgeschlagen hatte. Am 30. Dezember brach der Kurfürst auf; am 10. Januar 1679 war er in Marienwerder und nahm Musterung über das kleine Heer ab, das er so rasch von der Oder aus bis an die Weichsel geführt hatte. Die Schweden standen am Pregel, dicht vor Königsberg, das durch 3000 Brandenburger unter General Joachim Ernst von Görzke verteidigt wurde.
Die Aufgabe, die sich der Kurfürst gestellt hatte, war mit einer Hälfte seiner Truppen die Königsberger Besatzung unter General Görtzke zu verstärken, mit der anderen Hälfte die Schweden zu umgehen. Dann sollte General Görtzke von Königsberg aus angreifen, während der Kurfürst selbst den Schweden den Rückzug abschneiden und sie vernichten wollte.
Was noch im Frühjahrsfeldzug von 1675 vom Rhein bis an den Rhin möglich gewesen war, nämlich die Geheimhaltung des Unternehmens, das erwies sich als unmöglich auf dem Weg von der Oder bis zur Weichsel. Die Schweden erhielten Nachricht und zogen sich nach Tilsit zurück. Da von Einschließung und Gefangennahme des Feindes nicht länger die Rede sein konnte, galt es, die Schweden einzuholen. In Eilmärschen ging es bis Braunsberg und Heiligenbeil, dann – um Zeit zu sparen – in Schlitten über das Frische Haff. Am 16. Januar wurde Königsberg erreicht, und nach eintägiger Rast folgte man in drei Abteilungen den Schweden, die mittlerweile Tilsit besetzt und dort Halt gemacht hatten. Die drei brandenburgischen Abteilungen bestanden aus einer äußersten Spitze von tausend Mann, aus einer eigentlichen Avantgarde von dreitausend und aus einer Hauptmacht von etwa fünftausend Mann. Joachim Henniges von Treffenfeld führte die Spitze, Görtzke die Avantgarde, Derfflinger und der Kurfürst selbst das Gros. So wie die Truppen zehn Tage früher das Frische Haff passiert hatten, so wurde jetzt das Kurische Haff zwischen Labiau und Gilge überquert. Die Nähe des Feindes erlaubte keine Schlittenfahrt mehr, und kampffertig, in Reih und Glied, ging es über das Eis. Die Schweden standen inzwischen nach wie vor bei Tilsit und schienen entschlossen, das preußische Gebiet nicht ohne Kampf räumen zu wollen. So kam es zweimal zu einem blutigen Treffen: am 20. Januar im Gefecht bei Splitter, wo Treffenfeld die Brandenburger führte; dann tags darauf, am 21. Januar im Gefecht bei Heydekrug, als Görtzke die feindliche Nachhut angriff und halb vernichtete.
Nach dem Gefecht bei Heydekrug zogen sich die Schweden nördlich Richtung Riga zurück. Die Frage für den Kurfürsten war, ob er diesen Rückzug ruhig gestatten, oder die Fliehenden verfolgen und sich eines gefährlichen Feindes entledigen sollte. Er entschied sich für das letztere. Die schwierige Aufgabe der Verfolgung, des Nacheilens durch verschneite Wüsteneien hin, fiel Hans Adam von Schöning zu. Mit 1600 Reitern brach er auf. Diese geringe Zahl, bedingt durch die unmögliche Versorgung größerer Truppenteile in dieser Region, war der schwedischen Armee, die immer noch über Tausende Soldaten verfügte, unterlegen. Die verfolgenden Brandenburger fanden jedoch in der litauischen Bevölkerung einen Bundesgenossen, die neben der Kälte eine große Bedrohung für die Schweden waren. Oberst Truchseß von Waldburg, den Schöning auf diesem Zuge mit einer Meldung an den zurzeit noch in Königsberg weilenden Kurfürsten zurückschickte, traf mit den Worten im Hauptquartier ein: die Brandenburger hätten keine Wegweiser nötig, um dem Feinde zu folgen, weil der ganze Weg mit toten Schweden bedeckt sei. So war die Lage des schwedischen Heeres äußerst schwierig. Die Kälte stieg oft auf minus 26 Grad, vielen erfroren ganze Gliedmaßen, niemand hatte Geld, und die wenigen, die Geld hatten, konnten meist nichts dafür erstehen.
So näherte man sich Telschi, einem Städtchen etwa halben Weges zwischen Tilsit und Riga, und nur fünf Meilen noch von der kurischen Grenze (damals schwedisch) entfernt. Hier beschloss Horn, der ohnehin wahrgenommen haben mochte, dass der verfolgende Gegner um vieles schwächer sei als er selbst, sich den Verfolgern zu stellen. Unerwartet sahen sich Schöning und seine Brandenburger plötzlich einem standhaltenden Gegner gegenüber. Man hatte sich daran gewöhnt, den Gegner auf diesen Schneefeldern zu verfolgen, ihn aber nicht zu bekämpfen. Nachdem sich Horn zum Widerstandes entschloss, wurde die Lage Schönings sehr bedroht. So kam es zum Gefecht bei Telschi.

## Verlauf
Horn hatte von seinen 16.000 noch etwa 3000 Mann übrig, mit ihnen eine größere Anzahl von Geschützen; Schöning, verfügte über wenig mehr als 1200 Reiter und Dragoner. Die Gefechtsaufstellung der Brandenburger war folgende: die Kavallerie begab sich in zwei Treffen, in Front der Schweden. Die abgesessenen Dragoner aber begaben sich in ein links und rechts gelegenes Gehölz, um im entscheidenden Momente die Schweden in beiden Flanken fallen zu können. Die Ausnutzung des Gefechtsterrains entschied den Ausgang. Oberst Joachim Balthasar von Dewitz, ein Schwiegersohn Derfflingers, eröffnete den Angriff und warf einige Kompanien schwedischer Infanterie über den Haufen; aber er brach nicht durch. Die Schweden machten jetzt ihrerseits Anstalten, zum Angriff überzugehen. In diesem Augenblicke ließ Schöning die Dragoner aufsitzen und ging von den Flanken her gegen die vorrückenden Schweden vor. Ein Gemetzel begann, da jeder instinktiv fühlte, dass fliehen an diesem Ort verderblicher sei als zu kämpfen. Erst die hereinbrechende Nacht machte dem Kampf ein Ende. Weder die Schweden noch die Brandenburger konnten ein Übergewicht erringen.

## Folgen
Die Schweden zogen sich geordnet in der Dunkelheit zurück. Die Verluste waren auf beiden Seiten hoch. Die schwedischen Offiziere hatten, während des ganzen Kampfes, immer in langer Linie vor der Front ihrer eigenen Leute gefochten und vom schwedischen Leibregiment war alles tot oder verwundet. Auch Schöning war, an der Spitze seiner Dragoner, nur durch die Geistesgegenwart eines Rittmeisters gerettet worden, der einem schwedischen Reiter die Pistole aus der Hand schlug, die dieser eben auf Schöning abfeuern wollte.
An den zwei folgenden Tagen ließ dieser durch kleine Streifkorps die Verfolgung der Schweden bis in die Nähe von Riga fortsetzen; dann trat er selbst den Rückzug an, um dem in Königsberg zurückgebliebenen Kurfürsten die Nachricht von der Auflösung des schwedischen Heeres zu bringen.